# 扳機護環

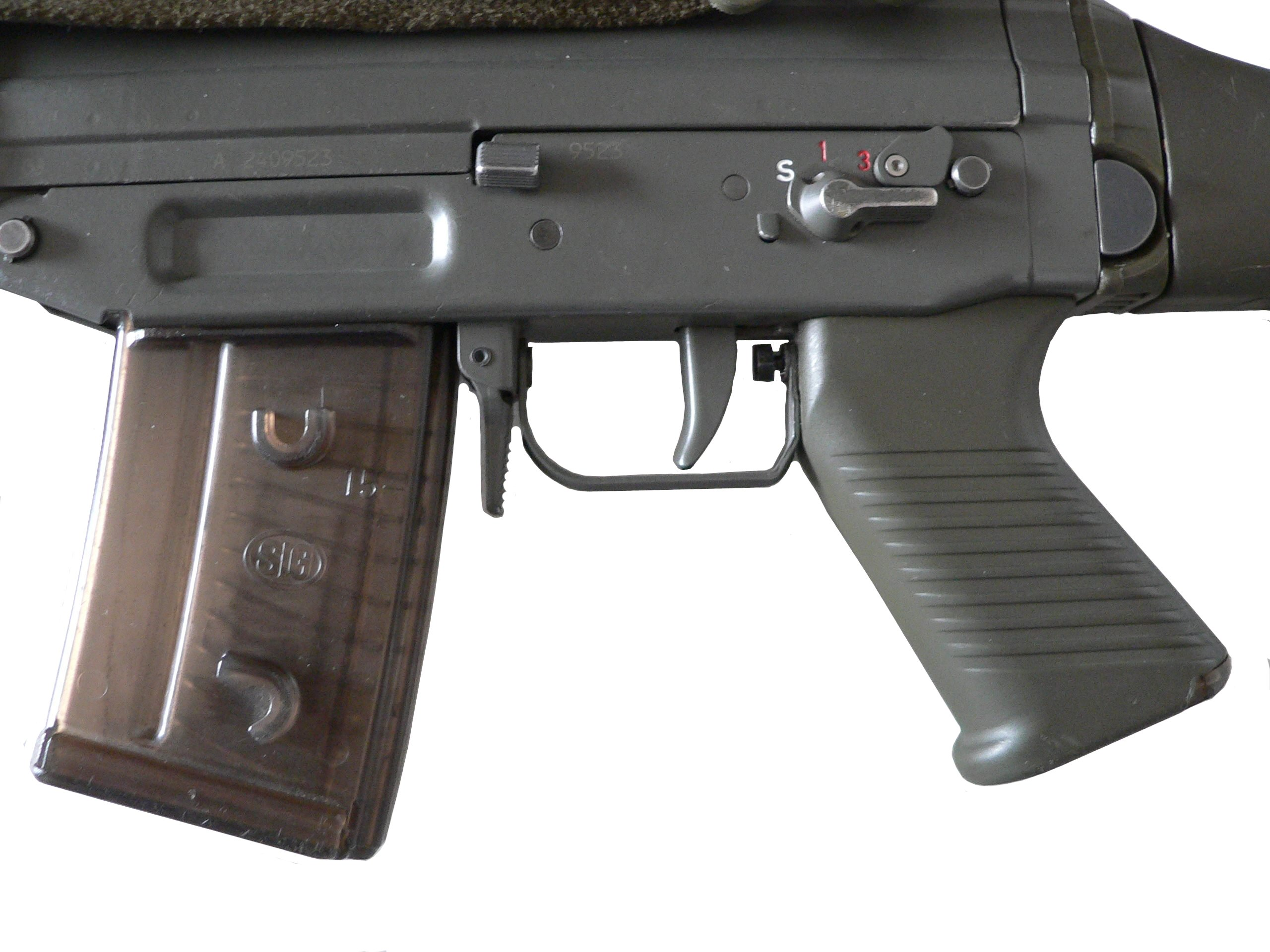
SIG SG 550的扳機護環。

扳機護環（英語：trigger guard），又稱扳機護圈，是環繞在枪械扳机外圍的一個環形物，用來防止手指誤觸造成意外性的射擊（“走火”）。有的時候，一個槍械的槍機及彈匣也會有相同或類似的避免誤擊、誤觸的防護設計。除此之外，其他重要裝置的開關也會有避免誤觸的保護設計，如醫療領域所用的人工呼吸器（inhaler）。
更簡單說，Trigger即啟動、觸動、觸發器之意，Guard為保護、避免、防範體之意，Trigger Guard有著「誤觸防範體具」、「誤觸防範設計」的含意。

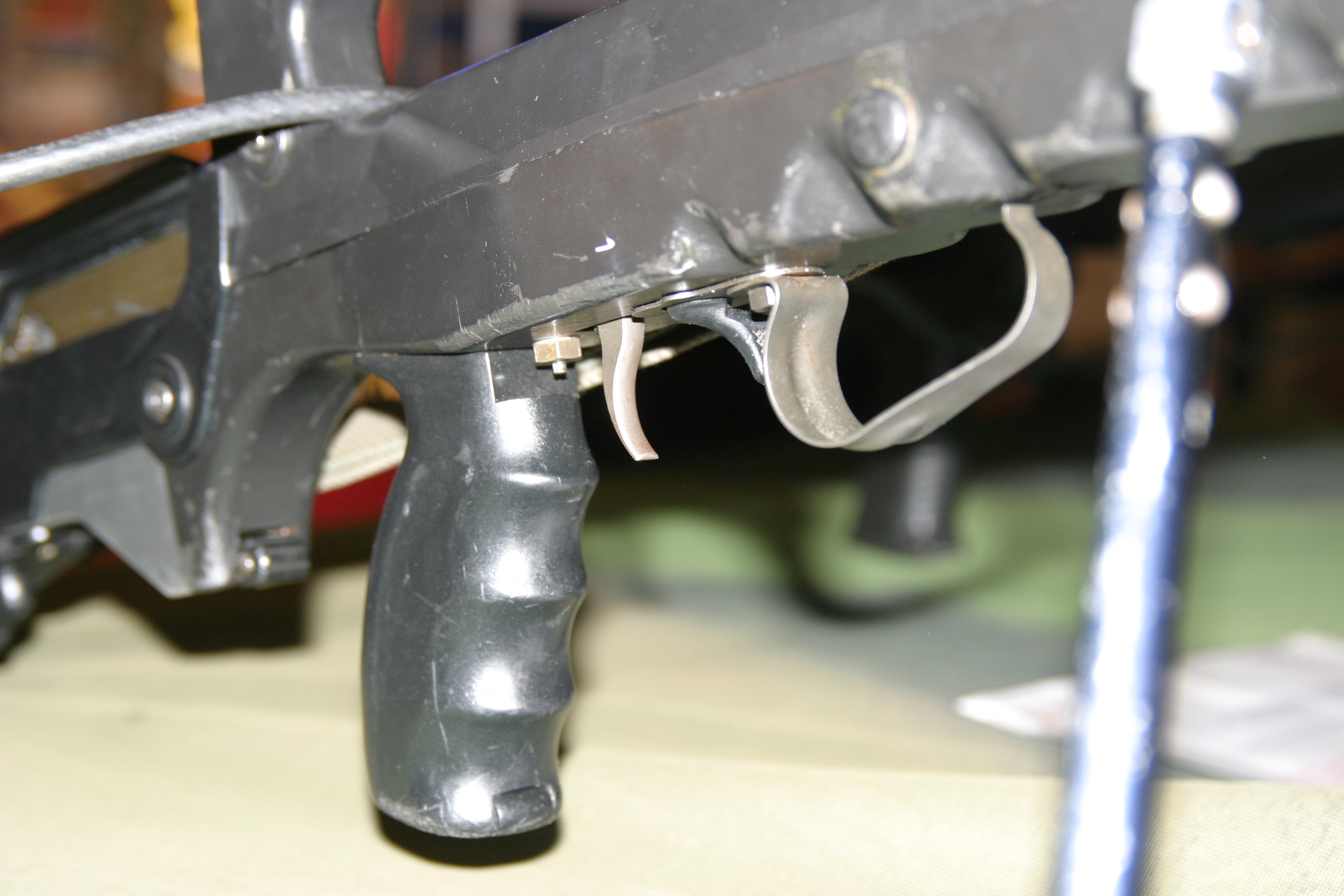
可反轉扳機護環的FAMAS。

## 相關
- 戰鬥機、戰鬥直昇機等飛行操作搖桿上也設置若干個發射按鈕，重要的按鈕也會有護蓋作為防護，以避免誤觸。
- 近年來電腦的電源開關為避免小孩的誤觸而導致意外性關機，因此在電源鈕的設計上，改成「手指必須按入按鈕後持續不放，不放的時間須持續超過3秒鐘」，如此才能將電腦關閉，以此大幅降低誤觸關機的機率。
- 一些電動機械的電源開關為防止誤觸而意外啟動造成傷害，開關本身為埋入式設計，甚至裝有保護蓋，需掀開保護蓋後才能按開關開啟電源。但緊急停止按鈕則是相反的設計，為可緊急停止以減少傷害，按鈕本身會以凸出的方式安裝以能迅速按下。